# Bangladeschische Badmintonmeisterschaft 1999
Die Bangladeschische Badmintonmeisterschaft 1999 war die 22. Austragung der nationalen Titelkämpfe im Badminton in Bangladesch.

## Sieger und Finalisten
| Disziplin    | Gold                                           | Silber                                           |
| ------------ | ---------------------------------------------- | ------------------------------------------------ |
| Herreneinzel | Rasel Kabir Sumon (Biman)                      | Mahbubur Rob (Biman)                             |
| Dameneinzel  | Alina Begum (Biman)                            | Ayesha Khatun Nuri (Biman)                       |
| Herrendoppel | Rasel Kabir Sumon Khurshid Alam (Biman)        | Mahbubur Rob Sarwar Hossain (Biman)              |
| Damendoppel  | Alina Begum Ayesha Khatun Nuri (Biman)         | Konika Rani Adhikary Sharmin Akthar Momo (Biman) |
| Mixed        | Rasel Kabir Sumon Konika Rani Adhikary (Biman) | Kazi Hasinur Rahman Shakil Alina Begum (Biman)   |